# Open Archives Initiative Protocol for Metadata Harvesting
Open Archives Initiative Protocol for Metadata Harvesting (OAI-PMH) és un protocol d'interoperabilitat per a l'intercanvi d'informació entre dipòsits digitals fiables. Té el seu origen al 1999 a la Convención de Santa Fe (Nou Mèxic). La primera versió es va publicar el juny de 2002.

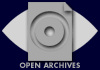
OAI-PMH

El codi del PMH inclou com a mecanisme de control un token de resum que pot utilitzar el proveïdor de dades per a avisar quan pot continuar el collidor recollint les dades. Amb això evita que es facin massa peticions al servidor del proveïdor de dades.
Els dipòsits digitals que utilitzen l'OAI-PMH són de dos tipus: els proveïdors de dades, que difonen metadades estructurades seguint el protocol, i els proveïdors de servei, que sol·liciten mitjançant el protocol per a recollir les metadades de les primeres. El protocol demana un esquema de Dublin Core no qualificat al nivell d'esquema per a establir una barrera baixa per evitar els problemes de la varietat d'estàndards que empra cada domini del coneixement humà.
Està finançat per la National Science Foundation.

## Història
A finals dels anys 90, Herbert Van de Sompel (estudiant de la Universitat de Gant) estava treballant amb investigadors i bibliotecaris del laboratori nacional de Los Alamos (EUA) i va convocar una reunió per abordar les dificultats relacionades amb problemes d'interoperabilitat de servidors d'impressió electrònica i dipòsits digitals. La reunió es va celebrar a Santa Fe, Nou Mèxic, a l'octubre de 1999. Un desenvolupament clau de la reunió va ser la definició d'una interfície que permetia als servidors d'impressió electrònica exposar metadades per als documents que tenia en forma estructurada per tal que altres dipòsits poguessin identificar-los i copiar documents d'interès entre ells. Aquesta interfície / protocol es va anomenar "Convenció de Santa Fe". [1]
L'any 2000 es van celebrar diversos tallers a la conferència de les biblioteques digitals ACM [2] i en altres llocs per compartir les idees del Conveni de Santa Fe. Als tallers es va descobrir que els problemes amb què s'enfrontava la comunitat d'impressió electrònica també eren compartits per biblioteques, museus, editorials de revistes i altres que necessitaven compartir recursos distribuïts. Per fer front a aquestes necessitats, la Coalició per a la Informació en Xarxa [3] i la Federació de Biblioteques Digitals [4] van proporcionar finançament per establir un secretariat d'iniciativa d'arxius oberts (OAI) gestionat per Herbert Van de Sompel i Carl Lagoze. L'OAI va celebrar una reunió a la Universitat de Cornell (Ítaca, Nova York) el setembre del 2000 per millorar la interfície desenvolupada al Conveni de Santa Fe. S'han perfeccionat les especificacions per correu electrònic. La versió OAI-PMH 1.0 es va presentar al públic el gener del 2001 en un taller de Washington D.C., i un altre al febrer a Berlín, Alemanya.
Les modificacions posteriors a l'estàndard XML del W3C van requerir modificacions menors a OAI-PMH i es tradueix en la versió 1.1. La versió actual, 2.0, es va publicar el juny de 2002. Contenia diversos canvis tècnics i millores i no és compatible enrere.

## Registres
El protocol OAI va ser adoptat per moltes biblioteques digitals, dipòsits institucionals i arxius digitals. Tot i que el registre no és obligatori, es recomana. Hi ha diversos grans registres de dipòsits compatibles amb OAI:
1. La llista de Open Archives dels repositoris OAI registrats.
2. El registre OAI de la Universitat d'Illinois a Urbana-Champaign.
3. El registre Celestial OAI
4. Registre dels Arxius Institucionals d'Eprint. Openarchives.eu
5. La guia europea dels dipòsits compatibles amb OAI-PMH al món.
6. ScientificCommons.org. Un servei i registre mundial.
7. Finna.fi la biblioteca de materials d'arxius, biblioteques i museus finlandesos.[Enllaç no actiu]